# Corzuela
Corzuela is een plaats in het Argentijnse bestuurlijke gebied General Dr. Belgrano in de provincie Chaco. De plaats telt 10.470 inwoners.